# Soublecause
Soublecause (okzitanisch: Soblacausa) ist eine französische Gemeinde mit 174 Einwohnern (Stand: 1. Januar 2022) im Département Hautes-Pyrénées in der Region Okzitanien (vor 2016: Midi-Pyrénées). Sie gehört zum Arrondissement Tarbes und zum Kanton Val d’Adour-Rustan-Madiranais.

## Geographie
Soublecause liegt am Fluss Louet, rund 35 Kilometer nordöstlich der Stadt Pau an der Grenze zum Département Pyrénées-Atlantiques in der historischen Region Aquitanien. Umgeben wird Soublecause von den Nachbargemeinden Madiran im Nordwesten und Norden, Hères im Nordosten, Labatut-Rivière im Osten, Caussade-Rivière im Südosten, Hagedet im Süden, Bétracq im Südwesten und Westen.

## Bevölkerungsentwicklung
| Jahr                       | 1962 | 1968 | 1975 | 1982 | 1990 | 1999 | 2006 | 2013 | 2020 |
| Einwohner                  | 153  | 165  | 160  | 180  | 183  | 175  | 170  | 182  | 177  |
| Quellen: Cassini und INSEE |      |      |      |      |      |      |      |      |      |

## Sehenswürdigkeiten
- Kirche Saint-André in Soublecause
- Kirche Saint-Martin in Héchac

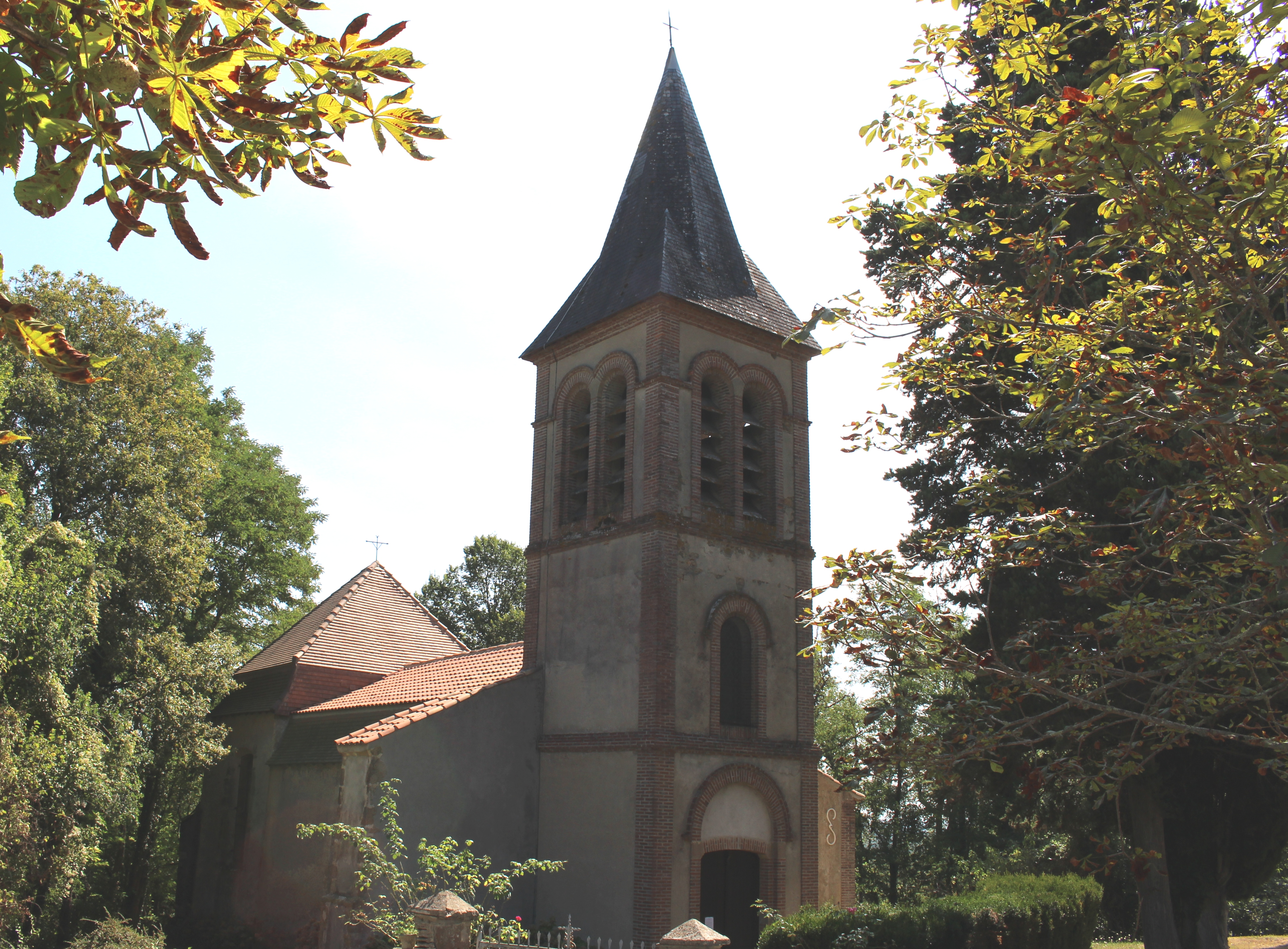
Kirche Saint-André
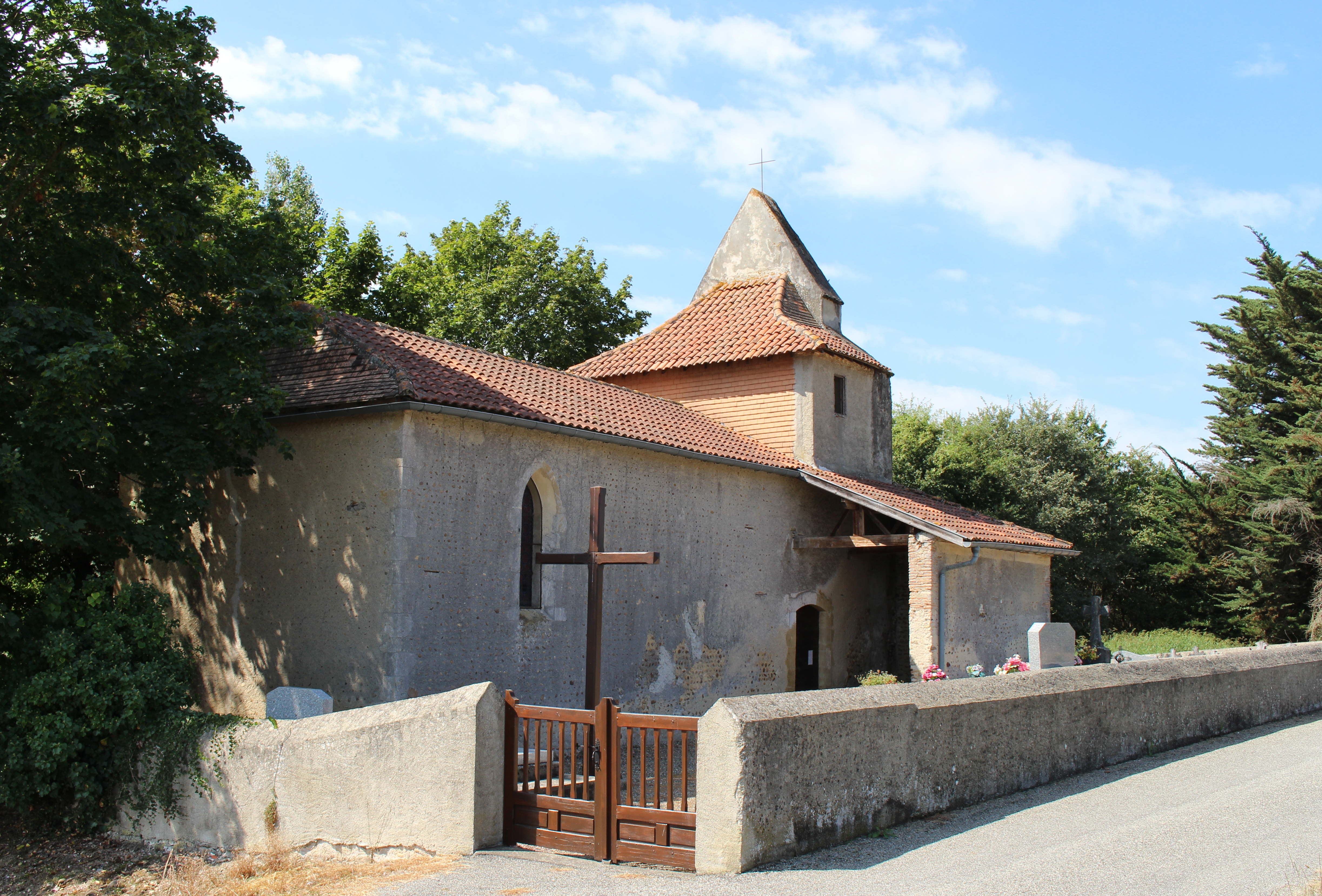
Kirche Saint-Martin

## Weinbau
Die Gemeinde gehört zum Weinbaugebiet Béarn. Hier werden Weine der Appellation Pacherenc du Vic-Bilh produziert.